# Comuna Sușciîn, Terebovlea
Sușciîn (în ucraineană Сущин) este o comună în raionul Terebovlea, regiunea Ternopil, Ucraina, formată din satele Ostalți și Sușciîn (reședința).

## Demografie
Componența lingvistică a comunei Sușciîn
     Ucraineană (99,68%)
     Alte limbi (0,32%)
Conform recensământului din 2001, majoritatea populației comunei Sușciîn era vorbitoare de ucraineană (99,68%), existând în minoritate și vorbitori de alte limbi.